# Takeichi Nishi
 (août 2016).
Si vous disposez d'ouvrages ou d'articles de référence ou si vous connaissez des sites web de qualité traitant du thème abordé ici, merci de compléter l'article en donnant les références utiles à sa vérifiabilité et en les liant à la section « Notes et références ».
Le baron Takeichi Nishi (西 竹一, Nishi Takeichi, 12 juillet 1902 - 22 mars 1945 (?)) était un officier de l'armée impériale japonaise, vainqueur des Jeux olympiques d'été de 1932 à Los Angeles en équitation. Il commandait les troupes blindées lors de la bataille d'Iwo Jima, où il fut tué au combat.

## Sa famille et ses premières années
Nishi est né dans le district d'Azabu, à Tōkyō, troisième fils de Nishi Tokujirō, un danshaku (noble héréditaire de cinquième rang, titre traduit en général par baron). Sa mère n'étant pas mariée avec Tokujirō, elle doit quitter la maison peu après l'accouchement. Son père occupe plusieurs positions de haut niveau au Ministère des Affaires étrangères et dans le Conseil privé impérial, qui le mènent au poste d'ambassadeur dans la Chine des Empereurs de la dynastie Qing pendant la révolte des Boxers.  
Takeichi Nishi fréquente d'abord l'école maternelle puis élémentaire Gakushūin et, pendant sa scolarité élémentaire, il est surpris plusieurs fois à se battre avec les élèves de l'école élémentaire voisine de Banchō. En 1915, il entre au Tōkyō Furitsu Daiichi Chūgakkō (東京府立第一中学校, maintenant lycée d’Hibiya) respectant le souhait de son père sur son lit de mort en 1912. Parmi ses camarades de classe figurent Hideo Kobayashi, futur critique littéraire, et Hisatsune Sakomizu, qui deviendra Secrétaire général du Gouvernement en 1945.
En septembre 1917, Nishi intègre l'École militaire des cadets de Hiroshima, une des écoles japonaises établies sur le modèle prussien, et en 1920, il suit des cours à l'Académie centrale des Cadets de Tokyo où il rencontre Tsuji Masanobu, dirigeant étudiant de l'Académie de Nagoya. En avril 1920, il poursuit ses études pendant six mois à l'École centrale des cadets, en raison de la réorganisation des écoles militaires, puis à l'Académie de l'armée impériale japonaise. Au cours de ces études, il est affecté au 1er régiment de cavalerie de Setagaya. En 1924, il est diplômé de l'Académie, treizième sur les dix-neuf étudiants de sa promotion, et, tout en restant affecté au 1er régiment de cavalerie, reçoit son diplôme de l'école de cavalerie.

## Uranus et les Jeux olympiques

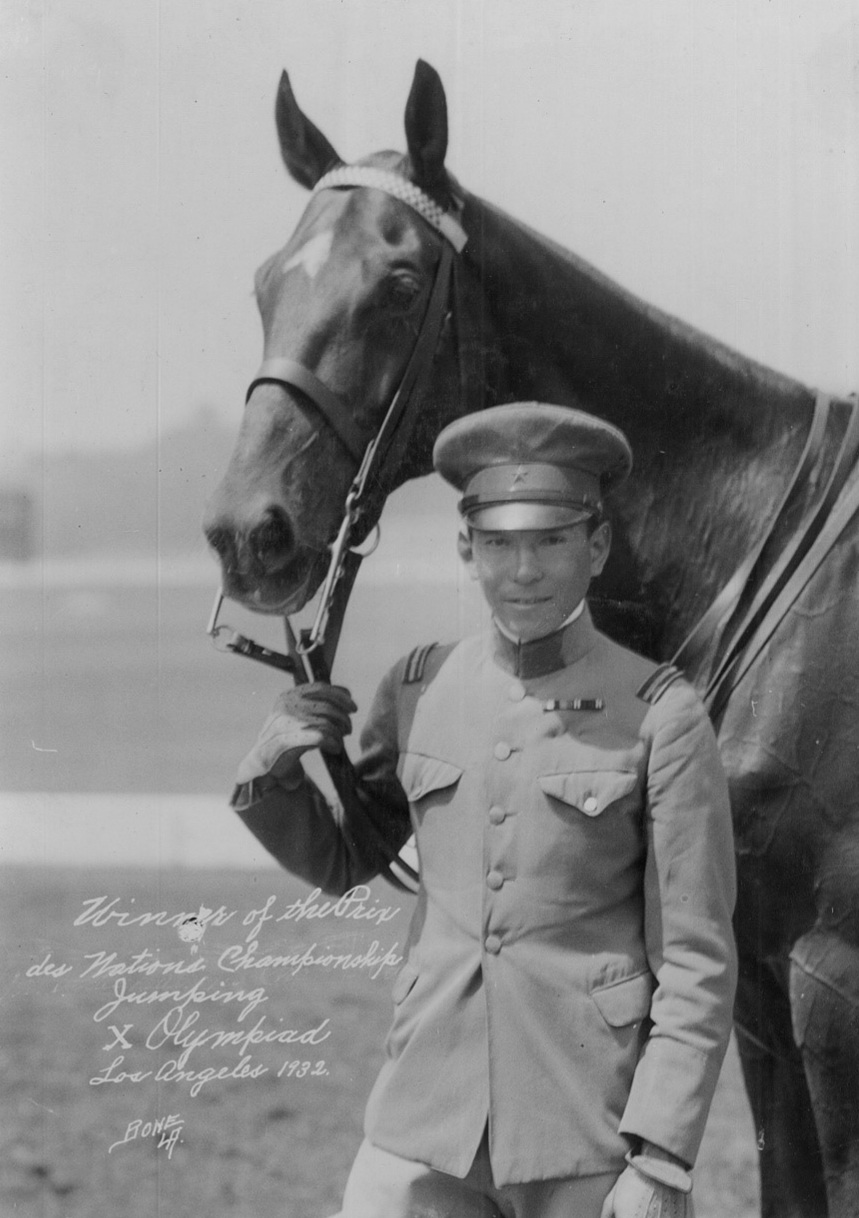
Nishi et Uranus, lors des Jeux olympiques de 1932 à Los Angeles.

En 1930, Nishi rencontre en Italie celui qui deviendra son cheval fétiche, Uranus. L’armée refusant de payer pour le cheval, Nishi achète Uranus avec ses propres fonds. Nishi et Uranus se distinguent dans diverses compétitions à travers l’Europe. En 1932, le 1er lieutenant Nishi et son cheval participent aux Jeux olympiques de Los Angeles, où ils remportent la médaille d’or au saut d’obstacles individuel. Celle-ci demeure la seule médaille olympique du Japon dans une épreuve d’équitation. Cette victoire perce même l’hostilité générale qui règne alors contre le Japon à la suite de l’incident de Moukden (18 septembre 1931) et de l’invasion de la Mandchourie. Les Occidentaux, en particulier les Américains, le connaissent comme le Baron Nishi. Il est également très populaire parmi les Américains d’origine japonaise, qui souffrent à l’époque d’un fort ostracisme.
Pendant son séjour à Los Angeles, Nishi fait parler de lui à la fois pour son amour des virées en décapotable à travers la ville et pour sa participation au cercle huppé des stars de cinéma Mary Pickford et Douglas Fairbanks. Après les Jeux olympiques, il est affecté au 16e régiment de cavalerie Narashino et promu instructeur à l’école régimentaire.
Nishi et Uranus participent aux Jeux olympiques de Berlin en 1936, où le cavalier chute au milieu du concours. L’hypothèse circula d'une chute intentionnelle, pour favoriser le pays hôte, l’Allemagne, avec lequel le Japon devait signer en 1940 le Pacte tripartite et former les puissances de l’Axe. De fait, en 1936, la médaille d’or du saut d’obstacles individuel fut remportée par l’Allemagne. Après cela, Nishi est affecté au département de la division Tokachi responsable de l’approvisionnement des chevaux militaires.

## Les années de guerre avant Iwo Jima
Au cours de cette période, le Japon remplace progressivement sa cavalerie à cheval par des régiments de chars. Nishi est nommé commandant du 26e régiment de chars basé à Mudanjiang, au nord du Mandchoukouo, la partie de Mandchourie occupée par le Japon, pour des tâches défensives. Il est alors promu au grade de lieutenant-colonel.
En juin 1944, le 26e régiment est affecté à la défense d'Iwo Jima sous le commandement du lieutenant-général Tadamichi Kuribayashi. Pendant son transfert, le bateau est touché par des torpilles tirées du sous-marin USS Cobia le 18 juillet 1944. Bien que seulement deux soldats soient tués, les 28 chars sont perdus, de sorte qu'ils en reçoivent bientôt 22 en remplacement.
Nishi retourne brièvement à Tokyo afin d'obtenir le remplacement des chars. Pendant son séjour, il emprunte la voiture de Kawasaki Daijirō (川崎 大次郎), futur dirigeant des Assurances Daihyaku (第百生命, Daihyaku Seimei, lesquelles seront rachetées par Manulife Financial), ami proche et héritier du groupe industriel Kawasaki. Dès qu'il en a l'occasion, il rend visite à Uranus, qui demeure au haras Bajikōen à Setagaya.

## La bataille d'Iwo Jima

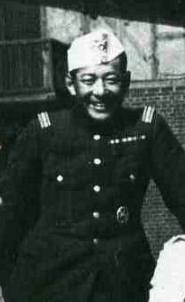
Takeichi Nishi

À Iwo Jima, en 1945, Nishi commande le 26e régiment de chars dans le Corps Ogasawara (109e Division). Il parcourt l'île, portant ses bottes de cavalier de marque Hermès et arborant sa cravache favorite. Le poste de commandement du régiment, qui était situé près du village de Maruman, est déplacé vers la partie orientale de l'île au début de la bataille. En raison de la topographie de l'île, certains des Type 97 Chi-Ha et des chars Type 96 sont démontés et leurs tourelles installées dans des emplacements fortifiés afin d'être utilisées, en particulier, contre les chars américains Sherman M4.
Selon la légende, les forces américaines, qui savent que Nishi a un commandement chez l'ennemi, diffusent chaque jour des appels pour qu'il se rende, assurant que le monde regretterait la perte du « baron Nishi » : il ne répond jamais. L'officier du renseignement américain à qui l'on doit cette tentative est Sy Bartlett, du 315e groupe de bombardement de Guam, qui devait par la suite écrire le roman et le scénario du film Un homme de fer (Twelve O'Clock High). En 1966, Bartlett rendra visite à la veuve de Nishi à Tokyo et honorera sa mémoire au sanctuaire Yasukuni. 
Les circonstances de la mort de Nishi restent inconnues, faisant l'objet de plusieurs hypothèses concurrentes. Pour l'une d'elles, il se serait trouvé encerclé par les forces ennemies au matin du 21 mars 1945 et aurait été tué par le feu d'une mitrailleuse pendant qu'il faisait mouvement vers le poste de commandement du régiment. Une autre hypothèse est que son aide de camp et lui se seraient donnés la mort avec leurs pistolets près de Ginmyōsui ou Futagoiwa. Une autre encore qu'il aurait été mortellement brûlé par un lance-flammes américain le 22 mars ou qu'il aurait mené un ultime assaut avec ses hommes et serait mort au combat. Nishi avait 42 ans.
Nishi est promu au grade de colonel à titre posthume. Son fils Yasunori Nishi (actuellement vice-président de l'Association d'Iwo-Jima) lui succéde comme danshaku. Yasunori sera la seule personne née pendant la période Shōwa à devenir danshaku, ce titre ainsi que les autres dignités héréditaires ayant été abolis pendant l'occupation américaine.
Dans le film de 2006, Lettres d'Iwo Jima de Clint Eastwood (Letters from Iwo Jima), Nishi est interprété par Tsuyoshi Ihara. Le film présente Nishi comme un ami proche du général Kuribayashi ; il y avait en réalité un antagonisme entre eux. Nishi ignora l'interdiction de Kuribayashi d'utiliser l'eau, qui était comptée, pour nettoyer les chars, aussi bien que les ordres de punir les soldats qui le faisaient. Cela résultait peut-être de leur différence d'éducation. La popularité (principalement au Japon) des deux hommes, comme défenseurs d'Iwo Jima, grandit. Une anecdote rapportée par Kakehashi Kumiko dans l'édition de février 2006 du magazine Bungei est que dans les derniers jours de la bataille, comme le nombre d'officiers qui refusaient de maintenir leurs hommes dans les cavernes augmentait, Nishi accepta qu'ils puissent sortir et combattre ensemble. 
Dans le film de 2006, Nishi ordonne de prodiguer des soins médicaux à un soldat américain blessé qu'il interroge. La biographie de Nishi par Kaoru Ōno donne à croire que c'est un fait réel. Selon des témoignages de vétérans américains ayant survécu à la bataille, les officiers nippons laissaient mourir leurs propres soldats plutôt que de les soigner, ce qui rend cette anecdote peu vraisemblable.
D'après Ōno, Nishi était l'enfant d'un milieu élevé et privilégié et n'avait pas accumulé suffisamment d'expérience pour appréhender les subtilités de la nature humaine. Ōno affirme que « peu de personnes firent preuve de compréhension à son égard et que seul Uranus l'avait compris ».
Uranus mourut une semaine après Nishi, à l'âge de 25 ans. En 1990, son souvenir fut commémoré au Mémorial des chevaux de guerre du Musée d'Histoire et du Folklore de Honbetsu sur l'île de Hokkaido.